# Imbaya
Imbaya ist eine Ortschaft und eine Parroquia rural („ländliches Kirchspiel“) im Kanton Antonio Ante der ecuadorianischen Provinz Imbabura. Die Parroquia besitzt eine Fläche von 12,03 km². Die Einwohnerzahl lag im Jahr 2010 bei 1279.

## Lage
Die Parroquia Imbaya befindet sich in den Anden am nördlichen Rand des Ballungsraumes der Provinzhauptstadt Ibarra. Das Verwaltungsgebiet misst etwa 4 km in Nord-Süd-Richtung sowie 2,5 km in Ost-West-Richtung. Der Río Ambi fließt entlang der nördlichen Verwaltungsgrenze nach Osten. Das Verwaltungsgebiet wird im Osten vom Río Chorlaví, der vom Nordhang des Vulkans Imbabura herabfließt, von Ibarra getrennt. Der Hauptort Imbaya befindet sich auf einer Höhe von 2086 m 4 km nordwestlich der Provinzhauptstadt Ibarra sowie knapp 8,5 km ostnordöstlich vom Kantonshauptort Atuntaqui.
Die Parroquia Imbaya grenzt im Osten an das Municipio von Ibarra, im Süden an die Parroquia San Antonio de Ibarra (Kanton Ibarra), im Westen an die Parroquia Chaltura sowie im Norden an die Parroquia Urcuquí (Kanton San Miguel de Urcuquí).

## Geschichte
Der Ort hieß ursprünglich „San Luis de Cobuendo“ und war als ein Caserío Teil der Parroquia San Antonio. Mit der Gründung des Kantons Antonio Ante im Jahr 1938 ging das Gebiet an die dort zugehörige Parroquia San José de Chaltura über. Am 21. Februar 1945 wurde schließlich die Parroquia rural mit ihrem heutigen Namen „Imbaya“ eingerichtet.